# カーナティック (戦列艦・初代)
|          | |
| 艦歴     | |
| 発注:    | 1779年7月14日 |
| 建造:    | ダドマン造船所（デットフォード）                                                                                             |
| 進水:    | 1783年1月21日 |
| その後:  | 1825年解体 |
| 性能諸元 | |
| クラス:  | クラジュー級戦列艦標準型 |
| 全長:    | 砲列甲板：172ft 3in（52.5m） 竜骨：140ft 5¼in（42.8m）                                                                       |
| 全幅:    | 47ft 9in（14.6m） |
| 喫水:    | 20ft 9.5in（6.34m） |
| 機関:    | 帆走（3本マストシップ） |
| 兵装:    | 74門： 上砲列：18ポンド（8kg）砲28門 下砲列：32ポンド（15kg）砲28門 後甲板：9ポンド（4kg）砲14門 艦首楼：9ポンド（4kg）砲4門 |

カーナティック（HMS Carnatic）は1783年1月21日にデットフォードで進水したクラジュー級74門3等戦列艦。